# Asthenargus niphonius
Asthenargus niphonius là một loài nhện trong họ Linyphiidae.
Loài này thuộc chi Asthenargus. Asthenargus niphonius được Kendo Saito & Ono miêu tả năm 2001.